# Colpo di scena
Un colpo di scena (in inglese, ma ormai di uso comune anche come anglicismo, plot twist), in narrativa, è una svolta improvvisa nello sviluppo della trama, usata per stupire il lettore o per mantenerne vivo l'interesse. Si parla anche di finale a sorpresa nel caso in cui la svolta abbia luogo nella parte conclusiva della storia. Un colpo di scena può consistere per esempio in un repentino ribaltamento di una situazione, o di una rivelazione che porta il lettore a reinterpretare sotto una luce nuova e completamente diversa gli eventi occorsi in precedenza.

## Tecniche
L'espediente letterario del colpo di scena ha origini antiche in letteratura ed è di uso comunissimo in tutti i generi di finzione moderna. In alcuni generi letterari il colpo di scena è un elemento immancabile e determinante di un'opera; per esempio, la qualità di un romanzo giallo viene giudicata anche in funzione di quanto sorprendente sia il finale, in cui viene rivelato l'assassino. Di seguito sono riportate alcune tecniche ricorrenti con cui si può ottenere l'effetto del colpo di scena o del finale a sorpresa
- Nella agnizione (o scoperta), la sorpresa avviene attraverso l'improvvisa rivelazione di una verità prima insospettata sull'identità o la natura di un personaggio. Fra i più antichi e più celebri esempi di anagnorisi nella letteratura occidentale si può citare il momento dell'Edipo re in cui Edipo scopre di aver ucciso suo padre e sposato sua madre.[1]
- Il flashback (analessi) può essere usato per creare un colpo di scena se gli eventi passati narrati gettano una luce radicalmente nuova e sorprendente su personaggi, situazioni o eventi già noti al lettore. Diverse opere di Alfred Hitchcock (per esempio Marnie) generano sorpresa nello spettatore attraverso quest'uso del flashback.
- La tecnica del narratore inaffidabile consiste nel produrre un colpo di scena rivelando, a un certo punto della narrazione, che l'io narrante ha falsificato o manipolato la storia. Questa tecnica è ampiamente usata nella letteratura e nella cinematografia noir. Agatha Christie l'ha applicata in L'assassinio di Roger Ackroyd; quest'opera fu controversa perché parte del pubblico e della critica giudicarono sleale, in un romanzo giallo, depistare il lettore fornendogli informazioni false.[2] Una variante di questa tecnica consiste nel far scoprire al lettore che il narratore è pazzo (come avviene per esempio ne I viaggi di Gulliver), oppure che quello che ha raccontato era in realtà un sogno o un'allucinazione.
- La peripeteia è il rovesciamento improvviso (in senso positivo o negativo) delle sorti del protagonista, come conseguenza naturale delle circostanze. Nella letteratura classica un esempio di peripeteia si trova nella Orestea di Eschilo, quando Agamennone viene improvvisamente ucciso dalla moglie Clitemnestra. Mentre in quella moderna si può citare la serie di libri delle Cronache del ghiaccio e del fuoco, scritta dall'autore americano George R. R. Martin, in cui molti comprimari o addirittura protagonisti delle storie vengono repentinamente messi in pericolo ed a volte uccisi. La serie televisiva Ai confini della realtà usava frequentemente questo meccanismo per realizzare finali a sorpresa; fra i più celebri si può citare quello dell'episodio Tempo di leggere, in cui il protagonista, rimasto solo dopo una catastrofe nucleare e avendo di conseguenza finalmente la possibilità di dedicarsi alla sua passione, la lettura, rompe inavvertitamente gli occhiali nella sequenza finale.
- Il deus ex machina è un espediente narrativo che viene spesso usato per creare colpi di scena. L'espressione ha una connotazione negativa, in quanto si riferisce a un evento che risolve l'intreccio di una storia di colpo, ma in modo poco verosimile. Di solito la storia viene condotta con questo artificio a un inaspettato lieto fine a fronte di una situazione apparentemente senza via d'uscita.
- L'espressione "la pistola di Čechov" si riferisce a una situazione o a un altro elemento della storia che appare all'inizio della vicenda ma di cui si comprende il significato, attraverso una improvvisa rivelazione, solo più avanti. Nella cinematografia recente uno dei casi più noti si trova nel film Il sesto senso, in cui la scena iniziale appare non correlata al resto della storia fino alla fine, quando viene rilevata la vera natura del protagonista.
- Una aringa rossa è un falso indizio introdotto con lo scopo deliberato di depistare il lettore; in questo caso non si tratta di un espediente atto a stupire ma a favorire un successivo colpo di scena. Il romanzo giallo è uno dei generi che fa un più largo uso di questo meccanismo.